# Butterflies (песня Майкла Джексона)
«Butterflies» (с англ. — «Бабочки») — песня-баллада американского певца Майкла Джексона, написанная и спродюсированная Андре Харрисом. Выпущен лейблом Epic Records 27 ноября 2001 года, став седьмым синглом десятого студийного альбома Джексона Invincible.
В основном сингл получил положительные отзывы от музыкальных критиков; некоторые музыкальные обозреватели назвали песню одной из лучших песен на альбоме, в то время как другие считают композицию «достойным треком».
Песня была выпущена только в США для радиоэфира. Сингл достиг четырнадцатого места в чарте Billboard Hot 100, а также занял второе и тридцать шестое места соответственно в альтернативных чартах Billboard в 2001 и 2002 годах.

## История создания
Композиция была записана Майклом Джексоном в 2001 году для его десятого студийного альбома Invincible. Песня была написана Андре Харрисом и Маршей Амброзиус. Джексон впервые познакомился с Амброзиусом и Натали Стюарт через Джона Макклейна, старшего городского исполнительного директора DreamWorks и менеджера Джексона. Стюарт сказала, что была удивлена, что Джексон пригласил её и Маршу в студию и попросил их внести свой вклад в запись трека. Она вспоминала в интервью журнала LAUNCH: «Это было невероятно, потому что он спрашивал, он постоянно спрашивал: „Марш, какова следующая гармония? Девочки, это правильно звучит? Что вы думаете? Это то, что вы искали?“ Он был таким открытым».
Когда Амброзиус впервые встретила Джексона, ей потребовалось несколько минут, чтобы успокоиться. Она вспоминала в том же издании, у которого Стюарт брала интервью: «Сначала я была немного потрясена. Потому что ты не понимаешь, что будешь чувствовать, пока не окажешься в такой ситуации. У меня на глазах выступили слёзы, и я немного занервничала. Но когда я погрузилась в это, я поняла, что это работа, это была работа. Мне пришлось вокально дирижировать легендой».
Песня вошла в сборник хитов Джексона The Ultimate Collection.

## Особенности композиции
«Butterflies» написана в тональности ля♭ мажор; темп — 90 ударов в минуту; диапазон вокальной партии — от E♭4 до C♭6.
В отличие от предыдущего сингла «You Rock My World», «Butterflies» не сопровождалось музыкальным видео.

## Критика
Кен Барнс из USA Today описал песню как «безнадёжно сочную балладу, сочащуюся нечёткими чувствами. Я бы сказал, что это больше похоже на гусениц».
Кристи Лео из New Straits Times дала синглу положительный отзыв, назвав песню роскошной балладой.
Музыкальный критик Роберт Хилбёрн, пишущий для Los Angeles Times, описал «Butterflies» и «Speechless» будучи «столь же прискорбно обобщёнными, как и их названия». Журналист того же издания посчитал, что трек посвящён романтическому мандражу.
Джоэл Рубинофф говорил, что «Butterflies» была одной из единственных хороших песен Invincible, в то время как автор The Atlanta Journal назвал сингл «достойным треком».
Эллиот Сильвестр из The Independent считает, что баллады на Invincible, такие как «Speechless» и «Butterflies», «почти шаблонны».
Критик рок-музыки Chicago Tribune Грег Кот сказал, что «Джексон не убедителен в роли уязвимого ловеласа в дурацких балладах, таких как „Butterflies“».
Журналист Philadelphia Inquirer назвал композицию великолепной.

## Позиции в чартах
«Butterflies» была выпущена под лейблом Epic Records 27 ноября 2001 года и достигла шестидесятого места в чарте Billboard Hot 100. В итоге сингл достиг четырнадцатого места за неделю, закончившуюся 26 января 2002 года. Трек также попал в десятку лучших, достигнув второго места в чарте Billboard Hot R&B/Hip-Hop Songs 26 января 2002 года. В 2002 году «Butterflies» также достигла тридцать шестой строчки в чарте Billboard Top 40. Трек, который был выпущен в качестве промо-сингла на международном уровне, не попал ни в один музыкальный чарт за пределами Соединённых Штатов. Композиция стала последним хитом Джексона в США за последние годы его карьеры.

## Состав
- Андре Харрис — музыка, текст, исполнение партий на многих музыкальных инструментах, запись
- Марша Амброзиус — аранжировка вокала и ритма, бэк-вокал
- Майкл Джексон — вокал, бэк-вокал
- Нормана Джеффа Брэдшоу и Мэтта Кэппи — рога
- Видал Дэвис — ассистент инженера
- Брюс Сведён — сведение, запись

## Список композиций
Promo CD single (Epic ESK 54863)
1. «Butterflies» (альбомная версия) — 4:40

Michael Jackson — Butterflies (Ремикс Track Masters)
- A1. «Butterflies» (Master Mix) (С участием Евы) — 3:47
- A2. «Butterflies» (Акапелла Майкла) — 2:13
- B1. «Butterflies» (Акапелла Евы) (С участием Евы) — 3:47
- B2. «Butterflies» (Инструментальный мастер микс) — 3:47